# Michael Franks (Leichtathlet)
Michael Franks (* 23. September 1963) ist ein ehemaliger US-amerikanischer Sprinter.
In seiner Spezialdisziplin, dem 400-Meter-Lauf, gewann er bei den Leichtathletik-Weltmeisterschaften 1983 in Helsinki Silber. 
1985 siegte er beim Leichtathletik-Weltcup.
1987 gewann er Bronze bei den Hallenweltmeisterschaften in Indianapolis und Gold bei der Universiade.
Michael Franks startete in seiner Collegezeit für die Southern Illinois University Carbondale.

## Persönliche Bestzeiten
- 100 m: 10,25 s, 31. März 1984, Carbondale
- 200 m: 20,62 s, 31. März 1984, Carbondale
- 400 m: 44,47 s, 5. Oktober 1985, Canberra
  - Halle: 46,18 s, 15. Februar 1987, Gainesville